# Lac Ypres
Lac Ypres är en sjö i Kanada.   Den ligger i regionen Abitibi-Témiscamingue och provinsen Québec, i den sydöstra delen av landet, 300 km norr om huvudstaden Ottawa. Lac Ypres ligger 381 meter över havet. Arean är 6,5 kvadratkilometer. Den sträcker sig 9,1 kilometer i nord-sydlig riktning, och 4,3 kilometer i öst-västlig riktning.
I omgivningarna runt Lac Ypres växer i huvudsak blandskog. Trakten runt Lac Ypres är nära nog obefolkad, med mindre än två invånare per kvadratkilometer.